# Chikara Hanada
Chikara Hanada (花田 力 Hanada Chikara?), född 24 november 1993 i Tochigi prefektur, är en japansk fotbollsspelare.
Hanada började sin karriär 2012 i Japan Soccer College. Efter Japan Soccer College spelade han för Grulla Morioka, Tochigi Uva FC och Vanraure Hachinohe.